# Glan (Norrköping)
Glan ist ein Binnensee in der schwedischen Provinz Östergötlands län und liegt einige Kilometer westlich von Norrköping. Er bedeckt eine Fläche von 73,3 km² und ist 22 m ö.h. gelegen. Neben dem größten Zufluss Motala ström, der auch den Abfluss des Glan bildet, mündet in den See von Norden kommend noch der Fluss Finspångsån. Am Ufer des Glan liegen die Orte Skärblacka im Süden und Svärtinge im Norden.

## Verkehr
Bereits 1854 war die Gemeinde Finspång auf Grund ihrer Industrie durch eine Schiffsverbindung über den See und eine Pferdebahn, den Fiskeby Järnväg, mit dem Hafen in Norrköping verbunden. Schiffsverbindung und Bahnstrecke gehörten der Fiskeby jernvägs- och ångbåts AB. Ab 1873 wurde das Dampfschiff Glan eingesetzt.